# Zulema Fuentes-Pila
Zulema Fuentes-Pila, född den 25 maj 1977, är en spansk friidrottare som tävlar i medeldistanslöpning och i hinderlöpning.
Fuentes-Pila deltog vid EM 2006 i Göteborg på 3 000 meter hinder där hon slutade på åttonde plats på tiden 9.40,36. Hon deltog även vid VM 2007 men tog sig inte vidare till finalen.
Vid Olympiska sommarspelen 2008 var hon i final och slutade på en tolfte plats på tiden 9.35,16.

## Personligt rekord
- 3 000 meter hinder - 9.29,40